# تپه دو آوان چرداول (۱)
تپه دو آوان چرداول (۱) در شهرستان چرداول، مسیرجاده آسفالته سرآبله‌به‌موشکان واقع شده و این اثر در تاریخ ۹ اردیبهشت ۱۳۸۲ با شمارهٔ ثبت ۸۴۷۴ به‌عنوان یکی از آثار ملی ایران به ثبت رسیده است.